# 藤原国経
藤原 国経（ふじわら の くにつね）は、平安時代前期の公卿・歌人。藤原北家、権中納言・藤原長良の長男。官位は正三位・大納言。陽成天皇の外伯父。

## 経歴
蔵人・左衛門大尉を経て、貞観元年（859年）従五位下に叙爵。のち、清和朝では侍従・右兵衛権佐等を務める。この間貞観9年（867年）従五位上、貞観17年（875年）正五位下と昇進しているが、太政大臣・藤原良房の養子となっていた8歳下の弟・基経が貞観6年（864年）に29歳にして早くも従四位下・参議に叙任されていたのに比べて、昇進は大幅に遅れた。
貞観18年（876年）に甥の陽成天皇が即位すると、翌貞観19年（877年）従四位下・蔵人頭、元慶3年（879年）従四位上と急速に昇進し、元慶6年（882年）正四位下・参議に叙任され公卿に列する。議政官として皇后宮大夫を兼帯し妹で皇太后・藤原高子に仕えている。
宇多朝の寛平6年（894年）4月に新羅の入寇（寛平の韓寇）が発生した際には、その討伐のために大宰権帥に任ぜられ、同年5月には従三位・権中納言に昇進した。長命を保ち、70歳を過ぎてからも寛平9年（897年）中納言、昌泰の変で右大臣・菅原道真が失脚した翌年の延喜2年（902年）には大納言と昇進を続け、延喜3年（903年）正三位に至る。延喜8年（908年）6月29日薨去。享年81。
勅撰歌人として、和歌作品が『古今和歌集』『続古今和歌集』に1首ずつ採録されている。

## 逸話
若く美しい妻（在原棟梁の娘）を、甥にあたる左大臣・藤原時平に奪われた話が『今昔物語集』にある。
国経が80歳近くになる頃、20歳を過ぎたばかりの若く美しい年の離れた妻がいた。この妻の美しさの評判を聞き、当時好色で「平中」と呼ばれていた、兵衛佐・平定文も忍んで会いに行ったが、ものにできずに終わっていた。
同じく好色で有名であった大臣（藤原時平）はこの妻をものにしたいと思い、ある年の正月に国経邸を訪問する。宴が終わって帰宅しようとした際、大臣はせっかく家礼のために訪れたのだから、特別な引き出物が欲しい旨、国経に伝えた。国経は自分の持ち物の中で最も優れたものはこの妻だと思い、酔いに狂った心のまま、この女を引き出物に差し上げると言って、簾の中から妻を引き寄せて大臣に渡してしまう。大臣はこの妻を受け取るとそのまま自邸に連れて帰ろうとして一緒に車に乗せたため、国経はどうしようもなく妻に「私の事を忘れないでほしい」と言ったが、車はそのまま行ってしまった。
翌朝国経が目覚めると、昨夜の出来事が夢のように思われたが、やはり現実であった事に気づく。大臣が来訪してくれた嬉しさに舞い上がって自分がした行為を後悔する一方、大臣に対しても酔っているとはいえこんなやり方はないだろうと思うが、どうしようもなかった。妻を取り返す事もできないので、せめて妻に幸せになって欲しいと思うが、妻が自分の事を老いぼれと思っている様子もあったので、妬ましく、悔しく、恋しく思った。傍目には、国経が自分の意思でやった事のように思わせたが、心中は辛く恋しく思えるのであった。
この後日談を、母を奪われた息子の藤原滋幹の立場から描いたのが谷崎潤一郎の『少将滋幹の母』である。

## 官歴
脚注のないものは『公卿補任』による。
- 天安2年（858年） 10月：蔵人（左衛門大尉）
- 貞観元年（859年） 11月19日：従五位下[4]
- 貞観3年（861年） 正月13日：備後権介[4]
- 貞観4年（862年） 正月13日：播磨介[4]
- 貞観5年（863年） 2月16日：兼侍従[4]
- 貞観8年（866年） 正月13日：右兵衛権佐[4]
- 貞観9年（867年） 正月7日：従五位上[4]
- 貞観13年（871年） 正月13日：兼備後権介
- 貞観16年（874年） 正月16日：兼播磨介
- 貞観17年（875年） 正月7日：正五位下
- 貞観19年（877年） 正月3日：従四位下[4]。正月15日：左馬頭。2月：蔵人頭。
- 元慶2年（878年） 5月18日：兼中宮大夫
- 元慶3年（879年） 8月19日：送伊勢斎内親王使[4]。11月25日：従四位上[4]
- 元慶6年（882年） 正月：皇后宮大夫。2月3日：参議[4]。3月28日：正四位下[4]。6月26日：左相撲司[4]
- 元慶7年（883年） 正月21日：兼備中守
- 元慶9年（885年） 正月16日：兼播磨守[4]
- 仁和2年（886年） 6月25日：左相撲司[4]
- 仁和3年（887年） 6月25日：左相撲司[4]
- 仁和5年（889年） 正月16日：兼近江権守
- 寛平6年（894年） 4月16日：兼大宰権帥[1]（皇后宮大夫も兼務）。5月5日：従三位、権中納言
- 寛平8年（896年） 9月22日：止皇后宮大夫
- 寛平9年（897年） 6月19日：中納言
- 延喜2年（902年） 正月26日：大納言
- 延喜3年（903年） 正月7日：正三位

## 系譜
- 父：藤原長良
- 母：難波淵子
- 妻：本院侍従（在原棟梁の娘）
  - 男子：藤原滋幹（?-931）
- 妻：藤原末並の娘
  - 男子：藤原忠幹
- 生母不詳の子女
  - 男子：藤原世光
  - 男子：藤原保命

## 関連作品
- 『少将滋幹の母』 - 『今昔物語集』の逸話を元に谷崎潤一郎が書いた時代小説